# The National Interest
The National Interest в перекладі з англ. — «національний інтерес чи державний інтерес») — американський консервативний журнал про міжнародну політику. Друкована версія виходить один раз на два місяці. Видається з 1985 року організацією « Центр національних інтересів». Багато матеріалів The National Interest мають мілітаристську спрямованість.

## Історія
Засновник журналу — Ірвінг Крістол. Він був одним із відомих представників руху неоконсерваторів. Народився у Брукліні в сім'ї ортодоксальних євреїв, вихідців зі Східної Європи. Ірвінг виріс у колі нью-йоркських інтелектуалів. Він виступав за зменшення держрегулювання та свободу приватного підприємництва. Деякі експерти вважають, що його ідеї зробили один із визначальних впливів на свідомість американців у 20 столітті.
До 1989 року тираж видання був близько 6000 екземплярів.
У 1989 році в журналі вийшла стаття Френсіса Фукуями під назвою "Кінець історії? ". Публікація викликала широкий відгук у світі. У ній йшлося про крах комунізму та про об'єднання світу навколо економічної та політичної моделі Заходу. У 2005 році філософ та кілька членів колективу видання залишили його через незгоду з політикою редакції.
У червні 2015 року, за кілька днів до висування Дональдом Трампом своєї кандидатури, в The National Interest була опублікована стаття «Ведмідь та слон» Марії Бутіної, в якій вона заявляла, що для покращення російсько-американських відносин на президентських виборах у США 2016 року перемогу повинен здобути кандидат від республіканської партії. У квітні 2019 року Марія Бутіна вироком федерального окружного суду у Вашингтоні була осуджена і визнана винною за діяльність як незареєстрований агент іноземного уряду на території США. Свою провину вона визнала добровільно. Була засуджена на 1,5 роки в*язниці.
У 2019 році в The National Interest вийшла стаття, в якій професор Військово-морського коледжу Ньюпорта в США Лайл Голстайн обґрунтував, чому американський істеблішмент має, за його твердженнями, переглянути свої погляди на анексію Криму Росією.

## Власники та керівництво
Журнал видається організацією « Центр національних інтересів». До 2011 вона називалася «Ніксонівський центр». Заснована в 1994 році. Штаб-квартира розташовується у Вашингтоні. «Центр національних інтересів» є некомерційною організацією. З 2000 року була партнером The National Interest— а з 2005-стала його одноосібним видавцем.
Видавець і головний виконавчий директор журналу — Дмитро Саймс є радянський, потім американський і в кінці кінців російський політолог, що спеціалізується на темі США для російської аудиторії. Він відомий тим, що за часів Радянського Союзу привіз колишнього президента США Річарда Ніксона на зустріч із Михайлом Горбачовим. З вересня 2018 року Саймс разом із депутатом Державної думи VI та VII скликань від "Єдиної Росії " В'ячеславом Никоновим веде громадсько-політичне ток-шоу «Велика гра» на російському Першому каналі. Є вихідцем із СРСР. І за думкою багатьох аналітиків та колишніх офіцерів КДБ (таких наприклад як Юрій Швець або Сергій Жирнов) був засланий в США як агент КДБ СРСР.
Редактор — Джейкоб Хельбрунн. Раніше писав для таких видань, як The New York Times, The Wall Street Journal та Los Angeles Times.
З 2002 року в редколегії журналу був Олексій Пушков.

## Критика
Російсько-американський історик Юрій Фельштинський, автор книги «ФСБ підриває Росію», в українській газеті «Бульвар Гордона» звинувачував журнал у проросійській пропаганді .
Журналіст Джеймс Кірчік у 2016 році, коментуючи відносини Дональда Трампа з Росією, стверджував, що The National Interest і його материнська компанія «є двома найбільшими симпатиками Кремля з установ у столиці країни, навіть більше, ніж Московський центр Карнегі».
Екс-розвідник КДБ Юрій Швець на своєму еміграційному ютуб-каналі (Вашингтон, ОК, США) системно звинувачує Дмитра Саймса в шпигунській роботі на ФСБ Росії.